# Man in the Mirror
"Man in the Mirror" је био хит број један пјевача Мајкла Џексона. Сингл је објављен у прољеће 1988. године. То је једна од Џексонових критички најпризнатијих пјесама и била је номинована за Греми награду за пјесму године.
Текст пјесме су написали Глен Балард, Саида Герет (чији се глас може чути у позадини) и Мајкл Џексон.
Спот за пјесму "Man in the Mirror" приказује историјске догађаје и личности укључујући атомску експлозију, насиље и очај, али и сцене које изражавају наду и мир које се смјењују складно уклопљене са текстом пјесме.